# Счастливые случаи
«Счастливые случаи» (англ. Happy Accidents) — американский фильм 2000 года режиссёра Брэда Андерсона.

## Сюжет
Руби Уивер, уставшая от неудачных отношений с мужчинами, встречает в парке Сэма Дида. После того, как они влюбляются в друг друга, она начинает подозревать, что в его прошлом что-то не так. После расспросов, он говорит ей, что на самом деле он путешественник во времени из 2470 года. Поначалу Руби игнорирует эту историю, списывая её на причудливость Сэма, но потом поведение Сэма начинает её беспокоить. Она рассказывает об этой истории своему психотерапевту Мэг Форд. Руби начинает подозревать, что Сэм страдает психическим расстройством после того, как он пытается убедить её, что он отправился в прошлое, чтобы изменить её будущее.

## Актёрский состав
- Мариса Томей — Руби Уивер
- Винсент Д’Онофрио — Сэм Дид
- Надя Дажани — Гретчен
- Холланд Тейлор — Мэгги Форд
- Хосе Суньига — Хосе
- Ричард Портноу — Трип
- Шон Гуллет — Марк
- Тамара Дженкинс — Робин
- Сэм Седер — Нед
- Това Фелдшу — Лиллиан Уивер
- Энтони Майкл Холл — в роли самого себя
- Ларри Фессенден — наркоман
- Гарри Бенджамин — гуляка

## Восприятие
Фильм получил в основном положительные отзывы. На сайте Rotten Tomatoes на основе 61 рецензий со средним баллом 6,4 из 10 фильм получил оценку 72 %.
Роджер Эберт дал фильму 3 балла из 4, описав его как «по сути глупость, перемешанная с научной фантастикой».